# Isocylindra
Isocylindra is een geslacht van vlinders uit de familie van de wespvlinders (Sesiidae), onderfamilie Sesiinae.
Isocylindra is voor het eerst wetenschappelijk beschreven door Edward Meyrick in 1930. De typesoort is Isocylindra melitosoma.

## Soort
Isocylindra omvat de volgende soort:
- Isocylindra melitosoma Meyrick, 1930